# Корте-ду-Пинту
Корте-ду-Пинту (порт.  Corte do Pinto) - фрегезия (район) в муниципалитете Мертола округа Бежа в Португалии. Территория – 70,69 км². Население – 1080 жителей. Плотность населения – 15,3 чел/км².